# Virgin Atlantic

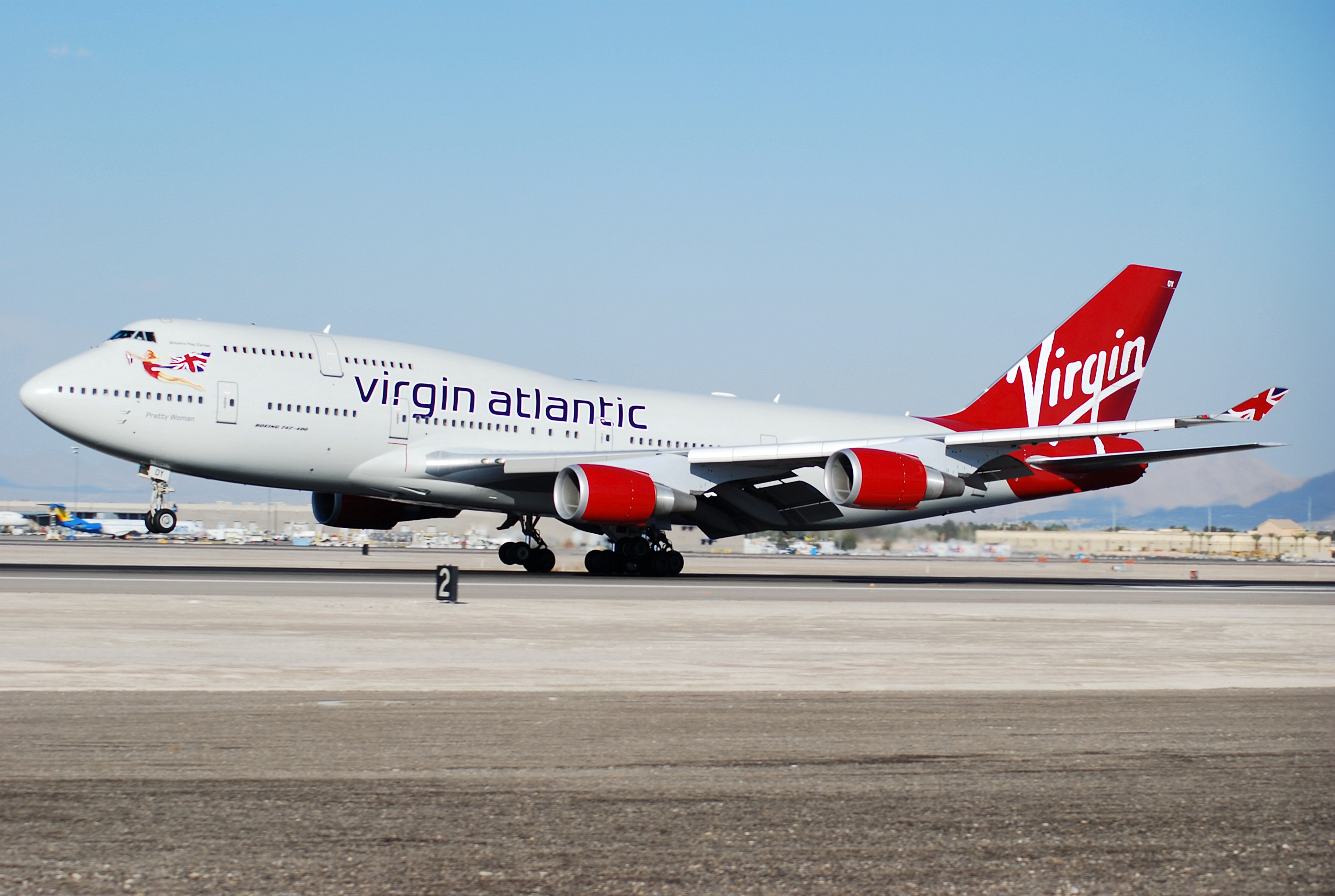
Přistávající Boeing 747-400 Virgin Atlantic na Letišti v Las Vegas v roce 2007

Virgin Atlantic, jméno výrobku[zdroj?] pro firmu Virgin Atlantic Airways Ltd. je britská letecká společnost, kterou vlastní koncern Richarda Bransona Virgin Group (51 %) a Delta Air Lines (49 %). Společnost byla založena v roce 1984. Z jejích hlavních letišť Londýn Heathrow, Londýn Gatwick a Letiště Manchester létá na dálkových letech do Severní Ameriky, Karibiku, Středního východu, Asie a Austrálie. V roce 2012 společnost přepravila 5,4 milionů pasažérů.
Virgin Atlantic je rivalem největší britské letecké společnosti British Airways, především v transatlantických letech.

## Historie
Po spolupráci Randolpha Fieldse a Richarda Bransona vznikala společnost v roce 1984, první let se uskutečnil 22. června mezi Gatwickem a Newarkem. V prosinci 1999 prodala společnost Virgin Group 49 % akcií aerolinkám Singapore Airlines, avšak v létě roku 2013 je dále odkoupila americká letecká společnost Delta Air Lines, člen aliance SkyTeam.

### Pandemie covidu-19
V dubnu 2020 během krize v letectví způsobené pandemií covidu-19 požádal Richard Branson vlády Spojeného království a Austrálie o půjčky kvůli záchraně aerolinek, za které chtěl ručit vlastním majetkem – Neckerovým ostrovem.

## Codeshare
Virgin Atlantic má codeshare smlouvu s následujícími dopravci, není členem žádné letecké aliance:
| - Air China - Air New Zealand - Delta Air Lines | - Flybe - Singapore Airlines |

## Flotila

### Současná
Dne 14. prosince 2016 se flotila Virgin Atlantic skládala z 39 letounů, průměrného stáří 7,5 let:

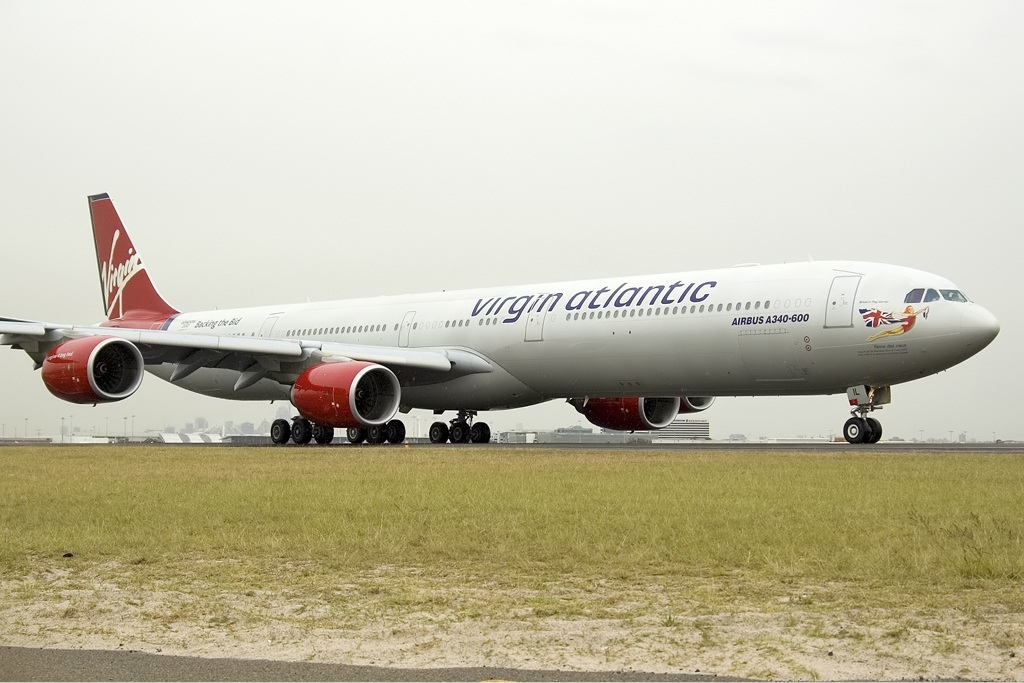
Airbus A340-600 Virgin na Letišti v Sydney

### Historická
- Airbus A320-200 (1995–2001)
- Airbus A321-200 (2000–2003)
- Airbus A340-300 (1993–2015)
- Boeing 747-100 (1990–2000)
- Boeing 747-200 (1984–2005)